# Valzur
Valzur ist ein Ort im Paznaun in Tirol und gehört zur Gemeinde Ischgl im Bezirk Landeck.

## Geographie
Der Ort liegt 31 Kilometer südwestlich von Landeck, rund 6 km taleinwärts von Ischgl und gut 1 km hinter Mathon, etwa auf halbem Weg von Ischgl nach Galtür, rechts der Trisanna auf einer Höhe von etwa 1500 m ü. A.
Valzur ist statistisch als Rotte klassiert, die tirolisch-ortsübliche Bezeichnung für solche Ansiedlungen ist Weiler. Ursprünglich bestand der Ort aus zwei Ortsteilen, Obervalzur und Untervalzur, letzterer ist 1999 in einer Staublawine großteils abgekommen. Zum Ort gehört auch das Gewerbegebiet Valzur oberhalb an der Silvrettastraße.
Zwischen Valzur und Mathon mündet das Lareintal von Süden in das Paznauntal. 
|      |                                             |        |
| Piel | Kompassrose, die auf Nachbargemeinden zeigt | Mathon |
|      |                                             |        |

## Geschichte und Sehenswürdigkeiten

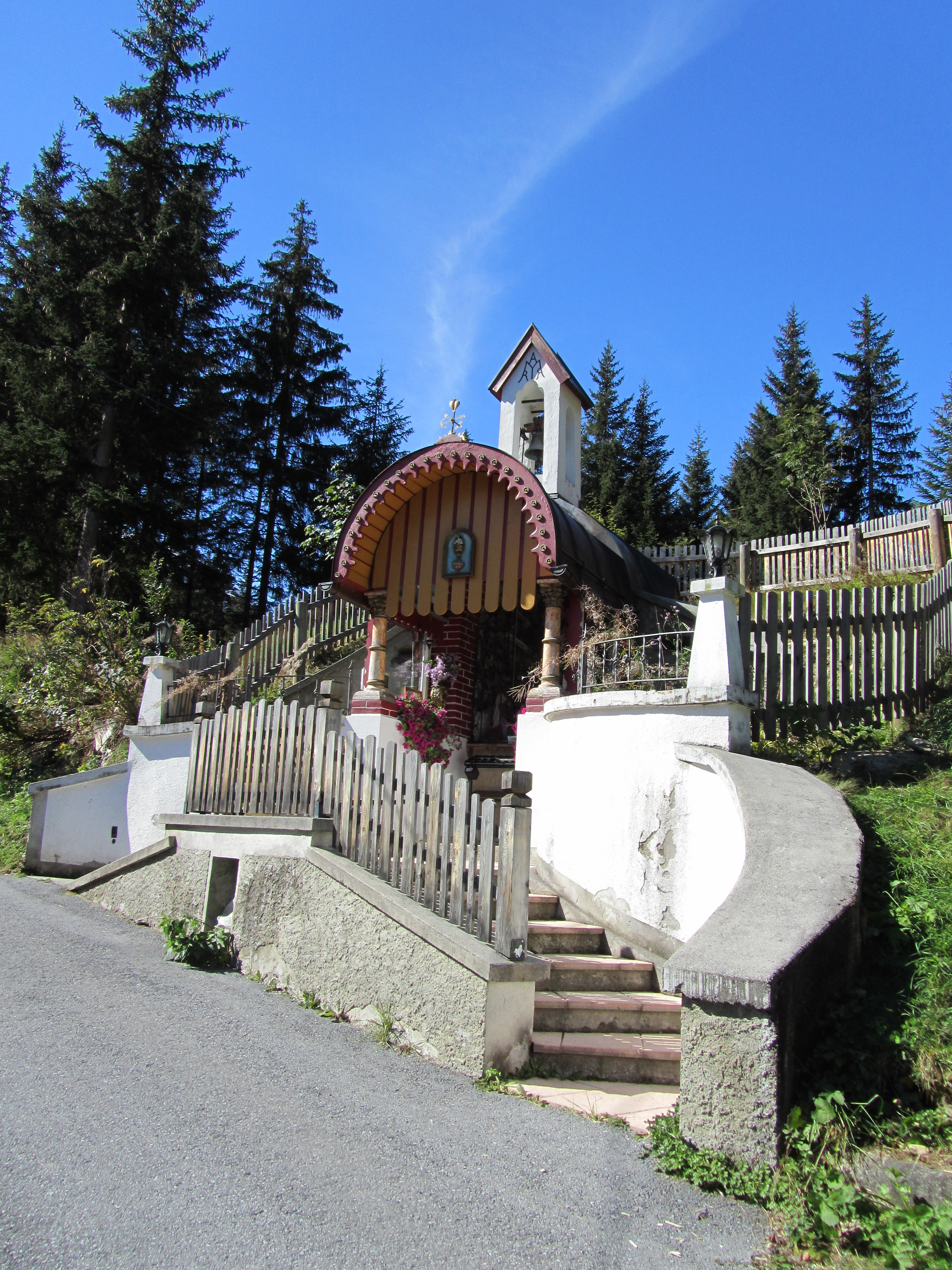
Lourdeskapelle

Der Ort dürfte zu den frühen Niederlassungen der Walser gehören, da in Mathon zuerst die Sonnseite (Nederseite) besiedelt wurde, vielleicht später als das 13. Jahrhundert.
Der Name ist 1394 als pratum quod dicitur Walsurtall (‚Wiese, die Walsurtall genannt wird‘) ersturkundlich genannt. Der Name findet sich mehrmals in Tirol. Ob allerdings val sura ‚Obertal‘ oder val scura ‚dunkles Tal‘ zugrunde liegt, lässt sich nicht klären.
Die Lourdeskapelle in Valzur (Valzurkapelle) wurde 1897 vom Galtürer Pfarrer Schranz erbaut.
Nur einen Tag nach der großen Lawinenkatastrophe von Galtür ging am 24. Februar 1999 in Valzur eine weitere Lawine ab und begrub den halben Weiler Untervalzur unter sich. Sieben Menschen kamen dabei ums Leben. Die zerstörten Häuser wurden im geschützten Bereich von Obervalzur neu errichtet, in Untervalzur erinnert ein kleines Denkmal mit sieben Kreuzen an die Todesopfer. Heute ist das ganze Gebiet talauswärts des Orts als Rote Gefahrenzone Lawine ausgewiesen.
Der Gewerbepark Valzur wurde von der Agrargemeinschaft Mathon als Grund zur Verfügung gestellt, bisher haben sich hier die Silvrettaseilbahn und eine Erdbaufirma angesiedelt.

## Persönlichkeiten
- Franz Anton Pöll genannt Pöllele, Bauer, Erstbesteiger des Fluchthorns zusammen mit dem Schweizer Bergsteiger und Schriftsteller Johann Jakob Weilenmann (12. Juli 1861)[4]